# ペット大行進! ど〜ぶつくん
『ペット大行進! ど〜ぶつくん』（ペットだいこうしん! ど〜ぶつくん）は、2012年10月16日から2013年9月24日までテレビ東京系列で放送されていた動物バラエティ番組。通称『ど〜ぶつくん』。レギュラー放送は終了したが、2013年10月以降は特別番組として1 - 2ヶ月に1回のペースで放送されていた。

## 概要
各地の動物やペットの魅力を紹介していくといった内容であり、レギュラー出演者が動物園や水族館を訪問し、各地の動物と身体を張りながら触れ合うといった内容であった。

## 放送枠の変遷

### レギュラー放送時代
- 2012年10月16日 - 12月11日 火曜19:00 - 19:54（54分）
- 2013年1月15日 - 3月19日 火曜18:55 - 19:54（59分）
  - 同時に直前の『ピラメキーノ』（当番組のために5分縮小）との接続はステブレレスになる。
- 2013年4月2日 - 9月24日 火曜18:30 - 19:54（84分）
  - 2013年10月15日から当番組を放送している時間帯に『そうだ旅（どっか）に行こう。』が枠移動・拡大することが決まった[2]。

### 特別番組時代
- 2013年10月29日（火） 18:30 - 20:54
- 2013年12月17日（火） 18:30 - 20:54
- 2014年1月28日（火）  18:30 - 20:54

## 出演者
- オードリー（若林正恭・春日俊彰） - MC
- 八嶋智人
- 中川翔子

### ナレーション
- 坂本千夏
- 服部伴蔵門
- 千々松幸子

## コーナー

### ワンちゃん、一緒にくらそ〜
- 出演 - 土田直寿（牙一族）

### 赤ちゃん応援団
- 応援団長（ナレーション） - 照英[3]

## ネット局
| 放送対象地域   | 放送局         | 系列           | 放送期間                                                                  | 放送日時                                                 | 遅れ       | 備考   |
| -------------- | -------------- | -------------- | ------------------------------------------------------------------------- | -------------------------------------------------------- | ---------- | ------ |
| 関東広域圏     | テレビ東京     | テレビ東京系列 | 2012年10月16日 - 12月11日 2013年1月15日 - 3月19日 2013年4月2日 - 9月24日  | 火曜 19:00 - 19:54 火曜 18:55 - 19:54 火曜 18:30 - 19:54 | 制作局     | 制作局 |
| 愛知県         | テレビ愛知     | テレビ東京系列 | 2012年10月16日 - 12月11日 2013年1月15日 - 3月19日 2013年4月2日 - 9月24日  | 火曜 19:00 - 19:54 火曜 18:55 - 19:54 火曜 18:30 - 19:54 | 同時ネット |        |
| 大阪府         | テレビ大阪     | テレビ東京系列 | 2012年10月16日 - 12月11日 2013年1月15日 - 3月19日 2013年4月2日 - 9月24日  | 火曜 19:00 - 19:54 火曜 18:55 - 19:54 火曜 18:30 - 19:54 | 同時ネット |        |
| 岡山県・香川県 | テレビせとうち | テレビ東京系列 | 2012年10月16日 - 12月11日 2013年1月15日 - 3月19日 2013年4月2日 - 9月24日  | 火曜 19:00 - 19:54 火曜 18:55 - 19:54 火曜 18:30 - 19:54 | 同時ネット |        |
| 福岡県         | TVQ九州放送    | テレビ東京系列 | 2012年10月16日 - 12月11日 2013年1月15日 - 3月19日 2013年4月2日 - 9月24日  | 火曜 19:00 - 19:54 火曜 18:55 - 19:54 火曜 18:30 - 19:54 | 同時ネット |        |
| 滋賀県         | びわ湖放送     | 独立局         | 2012年10月16日 - 12月11日 2013年1月15日 - 3月19日 2013年4月2日 - 9月24日  | 火曜 19:00 - 19:54 火曜 18:55 - 19:54 火曜 18:30 - 19:54 | 同時ネット |        |
| 和歌山県       | テレビ和歌山   | 独立局         | 2012年10月30日 - 12月11日 2013年1月15日 - 3月19日 2013年4月30日 - 10月8日 | 火曜 19:00 - 19:54 火曜 18:55 - 19:54 火曜 19:00 - 19:54 | 遅れネット |        |
| 北海道         | テレビ北海道   | テレビ東京系列 | 2012年10月16日 - 12月11日 2013年1月15日 - 3月19日 2013年4月2日 - 10月8日  | 火曜 19:00 - 19:54 火曜 18:55 - 19:54 火曜 18:30 - 19:54 | 遅れネット | [ 4 ]  |
| 大分県         | 大分放送       | TBS系列        | 2012年10月26日 - 2013年10月11日                                           | 金曜 13:55 - 14:49                                       | 遅れネット |        |
| 熊本県         | 熊本放送       | TBS系列        | 2012年10月27日 - 2013年10月12日                                           | 土曜 12:10 - 13:05                                       | 遅れネット |        |
| 鳥取県・島根県 | 日本海テレビ   | 日本テレビ系列 | 2012年10月30日 - 2013年6月26日                                            | 火曜 16:53 - 17:53                                       | 遅れネット |        |
| 奈良県         | 奈良テレビ     | 独立局         | 2012年10月30日 - 2013年10月29日                                           | 火曜 19:00 - 19:54                                       | 遅れネット |        |
| 山形県         | 山形放送       | 日本テレビ系列 | 2012年10月29日 - 2013年3月25日 2013年4月7日 - 10月20日                    | 月曜 10:25 - 11:20 日曜 12:00 - 12:55                    | 遅れネット |        |
| 岩手県         | IBC岩手放送    | TBS系列        | 2012年11月3日 - 2013年10月12日                                            | 土曜 16:30 - 17:24                                       | 遅れネット |        |
| 佐賀県         | サガテレビ     | フジテレビ系列 | 2012年11月4日 - 2013年3月30日                                             | 日曜 13:00 - 13:55                                       | 遅れネット |        |
| 福島県         | テレビユー福島 | TBS系列        | 2012年11月17日 - 2013年10月12日                                           | 土曜 13:05 - 14:00                                       | 遅れネット |        |
| 静岡県         | 静岡第一テレビ | 日本テレビ系列 | 2012年11月19日 - 2013年4月22日 2013年5月10日 - 10月18日                   | 月曜 15:50 - 16:45 金曜 15:50 - 16:45                    | 遅れネット |        |
| 広島県         | 広島テレビ     | 日本テレビ系列 | 2013年1月8日 - 10月15日                                                   | 火曜 15:50 - 16:45                                       | 遅れネット |        |
| 宮城県         | 東北放送       | TBS系列        | 2012年12月1日 - 2014年3月15日                                             | 土曜 14:00 - 15:00                                       | 遅れネット |        |
| 石川県         | 北陸放送       | TBS系列        | 2013年1月13日 - 11月3日                                                   | 日曜 16:00 - 16:54                                       | 遅れネット | [ 5 ]  |
| 新潟県         | 新潟放送       | TBS系列        | 2012年11月3日 - 2013年9月21日 2013年10月13日 - 12月1日                    | 土曜 16:00 - 16:54 日曜 14:00 - 14:54                    | 遅れネット |        |
| 沖縄県         | 琉球朝日放送   | テレビ朝日系列 | 2012年11月10日 - 2013年10月19日                                           | 土曜 13:00 - 13:55                                       | 遅れネット |        |

- スペシャルの際、一部ネット局は前編・後編に分けて放送。
- 2013年4月以降、一部ネット局は54分の短縮版で放送。
- テレビ東京系列としてはあくまでローカルセールス枠の番組のため、通常編成時には同時ネットとする同系列局および名阪地区の独立局であっても、局の編成の都合で臨時非ネットもしくは（テレビ東京と同時刻での放送であったとしても）遅れネットとすることがあった。

## 主要スタッフ
- ナレーター - 坂本千夏、服部伴蔵門、千々松幸子
- 構成 - 折戸泰二郎、政宗史子、田中到、なかじまはじめ
- 技術 - 港家、プラス02、ヌーベルバーグ、オフィスて・ら、アルチザン、東洋放映、イメージランド、ファーストハンド、ライズカンパニー、ビー・プランニング
- 美術プロデューサー - 薬王寺哲朗
- デザイン - 小野清菜
- メイク - 山田かつら
- 編集 - 近藤裕彦（aai）
- MA - 岡田晋一（aai）
- 音効 - 齋藤俊郎（OPUS-1）
- CG - 小室泰樹
- キャラクターデザイン - ニイルセン
- 動物監修 - 佐草一優
- リサーチ - 大澤一樹
- 番宣 - 長江璃奈（テレビ東京）
- デスク - 後藤由枝
- 制作協力 - PROTX、AWAS、スーパーテレビジョン、零CREATE
- AP - 遠藤充子（テレビ東京）、田崎泰子
- AD - 藤村智子、大河原誠一郎、山本浩太
- ディレクター - 武島義之、鈴木拓也、羽柴康晴（テレビ大阪）、伊藤由理子、藤掛匡史、飛田岳紀、北澤陽一、河合優、田辺純平、杉野将人、森辰雄、阿部裕一郎、米田裕二、大河平愛子、中川健太郎、布袋誠一郎、市葉純一、入山真也、大喜多高志、斎藤純二、藤野智光
- 演出 - 小口基輝
- 総合演出 - 木村健作（テレビ東京）
- プロデューサー - 三沢大助（テレビ東京）、中居義孝、小幡真万、金沢豊、酒井英樹、本橋由美子
- 製作著作 - テレビ東京